# جون دالي (لاعب كرة قدم أسترالية)
جون دالي (بالإنجليزية: John Daly)‏ هو لاعب كرة قدم أسترالية أسترالي، ولد في 13 ديسمبر 1890، وتوفي في 9 أبريل 1968.

## وصلات خارجية
- جون دالي على موقع AustralianFootball.com (الإنجليزية)
- جون دالي على موقع AFLtables.com (الإنجليزية)